# 産霊神社 (笠松町)
産霊神社（さんれいじんじゃ）は、岐阜県羽島郡笠松町にある神社である。

## 概要
例祭は八幡神社と同じ日に行われ、笠松春まつりという。奴行列（岐阜県指定無形民俗文化財）が奉納されるほか、山車が曳かれる。

## 沿革・概略
創建時期は不明。元々は現在地より木曽川の上流に鎮座し、永禄～元亀年間は牛頭天王と称していた。
慶長年間の木曽川の洪水により社殿は流出。社殿は現在地に流れ着き、以後この地に鎮座する。
明治4年（1871年）、産霊神社に改称する。

## 祭神
- 高皇産霊神
- 神皇産霊神

## 境内社
- 笠森稲荷神社（宇迦之御魂神）
- 天神神社（菅原道真）
- 神明神社（天照大神）
- 少彦名神社（少彦名）
- 疫神神社（枉津日神）
- 市杵嶋神社（市杵嶋姫命）

## 文化財
- 笠松の奴行列（県指定重要無形民俗文化財）[1]
- 産霊神社御神刀（町指定文化財 工芸品）[2]

## 交通機関
- 名鉄竹鼻線 西笠松駅より徒歩で約10分。